# Leszek Brzeziński
Leszek Brzeziński (ur. 25 września 1955 w Krakowie, zm. 18 sierpnia 2017 tamże) – polski piłkarz, napastnik Górnika Zabrze z pierwszej połowy lat 80. XX wieku.

## Życiorys
Wychowanek Wawelu Kraków, grał również w Bolesławie Bukowno, Grunwaldzie Halemba Ruda Śląska i Cracovii. Dobrze wyszkolony technicznie gracz, ale bez aspiracji reprezentacyjnych. Po zakończeniu kariery pracował jako kierownik drużyny w Górniku Zabrze i jako asystent trenera Stali Mielec (tę ostatnią funkcję pełnił w latach 1995-1997).